# Die Auserwählten – Phase Null
Die Auserwählten – Phase Null (Original: The Fever Code) ist ein dystopischer Roman des US-amerikanischen Autors James Dashner. Das Buch erschien am 25. November 2016 in deutscher Version. Es ist das zweite Prequel zu der Trilogie Maze Runner: Die Auserwählten und wurde von Ilsa Rothfuss in die deutsche Sprache übersetzt. Der Roman erschien nach den drei Hauptbüchern.

## Handlung
Nach Sonneneruptionen und dem Ausbruch der Krankheit Der Brand sind weite Landstriche der Erde verwüstet und die Bevölkerung erkrankt. Die Organisation ANGST forscht nach einem Heilmittel und sucht Kinder und Jugendliche, um Experimente durchzuführen. Dazu werden sie aus ihren Familien geholt, unter ihnen Stephen und Deedee (Letztere taucht auch in Die Auserwählten – Kill Order auf). ANGST ändert ihre Namen auch unter Zwang, in diesen beiden Fällen zu Thomas und Teresa. In dem Buch tauchen viele Figuren auf, die in den anderen Büchern eine Rolle spielen.
Thomas ist anfangs etwa 5 Jahre alt und lebt jahrelang isoliert in der Einrichtung. Mit Dr. Randall, der ihm seinen neuen Namen auferzwungen hat, kommt er nicht klar, aber mit Dr. Ava Paige, die ihn bei Untersuchungen betreut. Er erhält zudem Einzelunterricht. Nebenan in Isolation lebt Teresa, mit der er nicht sprechen darf. Alle Kinder erhalten Gehirnimplantate, mit denen Messungen durchgeführt werden können. Teresa und Thomas können dadurch sogar telepathisch kommunizieren.
Nach einigen Jahren kommt es zu ersten Treffen mit Teresa. Es leben noch viele andere Kinder in der Einrichtung, die aber in Gruppen leben. Eines Abends holt Newt sie aus ihren Zimmern ab und bringt sie zu einem Treffen mit einigen anderen Kindern im Keller der Einrichtung. Unter ihnen sind Minho, Gally und Alby (siehe Die Auserwählten). Sie freunden sich an. Eines Nachts gelangen alle nach draußen, werden dort aber von ihren Wächtern aufgegriffen. Dr. Randall zeigt ihnen eine Grube, in der die Infizierten gefangen gehalten werden. Dies führt zu einem Schockerlebnis für alle Beteiligten. Als Strafe für den Ausbruch wird Minho von einem sogenannten Griewer, einer Art metallischem Schleimmonster, gequält, und Thomas muss zusehen.
Thomas und Teresa werden von Dr. Paige dazu gebracht, im Untergrund ein Labyrinth mitzugestalten. Dort sollen von den Probanden Gehirnmuster untersucht werden. Tatsächlich handelt es sich um zwei Labyrinthe, deren Bewohner verglichen werden sollen. Das andere Labyrinth wird von Aris und Rachel mit entworfen. Als die Labyrinthe fertig werden, stellt sich heraus, dass die vier Elitekandidaten gar nicht in das Labyrinth sollen, sondern fast alle anderen ihrer Freunde. Es kommt zum Streit unter den Beteiligten. Letztlich werden in jedes Labyrinth etwa 30 Jugendliche gebracht, deren Gedächtnis vorher gelöscht wird.
Thomas darf in einem Videoraum seine Freunde dabei beobachten, wie sie sich in dem neuen Umfeld zurechtfinden. Die Griewer halten sich in dem Labyrinth auf und machen ein Entkommen unmöglich. Wer von einem Griewer gestochen wird, dem wird eine Mutation des „Brandvirus“ injiziert. In kurzer Zeit drehen die Betroffenen durch. Die Bewohner des Labyrinths, die Lichter, erhalten ein Gegenmittel, damit die Symptome unter Kontrolle bleiben. Dennoch gibt es die ersten Todesfälle im Labyrinth.
Als Teresa und Thomas draußen Dr. Randall entdecken, der augenscheinlich infiziert ist und Symptome zeigt, eskaliert die Situation. Dr. Paige ruft einen Notfallplan aus, um Infizierte Personen in der Einrichtung zu töten und ein Ausbreiten der Krankheit zu verhindern, die sogenannte Säuberung. Sie eröffnet den vier Elitekandidaten, dass medizinische Berichte gefälscht wurden und tatsächlich 19 Personen bei ANGST infiziert sind. Die vier werden mit Waffen und einem Gift ausgestattet, um die 19 Personen ausfindig zu machen. Widerwillig, aber im Sinne eines höheren Ziels, töten sie alle Infizierten, unter ihnen den Kanzler von ANGST. Darauf wird Dr. Paige die Kanzlerin.
Danach ist Thomas’ Verhältnis zu Dr. Paige und Teresa gestört. Einziger Freund ist noch Chuck, der in Kürze auch in das Labyrinth gesandt werden soll. Zusammen mit zwei neuen Bekannten, Jorge und Brenda, trifft Thomas Vorbereitungen in der Brandwüste Vorbereitungen für weitere Experimente (Die Auserwählten – In der Brandwüste). Auf dem Rückweg trifft er im Wald auf Dr. Randall, der völlig von Sinnen ist. Thomas kann ihn nach einem Kampf töten.
Thomas wird das Ausmaß und die Intensität der ANGST-Experimente bewusst und kann das Leid seiner Freunde im Labyrinth nicht mehr ansehen. Er schmiedet den Plan, mit seinem Gedächtnis in das Labyrinth gebracht zu werden, um seinen Freunden zu helfen und zu entkommen. Sein Vorwand, den er Paige gegenüber vorbringt, sind neue Variablen für die Experimente. Paige stimmt dem zu. Am Tag der Infiltrierung wird Thomas bei einer letzten Untersuchung betäubt und gegen seinen Willen das Gedächtnis gelöscht. Dann findet er sich im Aufzug zum Labyrinth wieder.
Am Ende wird bekannt, dass Dr. Paige die Mitarbeiter selbst infiziert hat, um mit der Säuberung an die Macht zu kommen. Teresa wird einen Tag später ins Labyrinth folgen. Allerdings hat sie einen Deal mit Dr. Paige, dass ihr Gedächtnis nicht gelöscht wird.

## Pressestimmen
„Ein gelungenes Prequel mit vielen wunderbaren, manchmal bittersüßen und auch sehr nachdenklich stimmenden Momenten.“ -- Sarah Schückel ― studierenichtdeinleben.wordpress.com Veröffentlicht am 18. Dezember 2016.